# Richard McKinney
Richard McKinney (n. 12 octombrie 1953, Decatur, Indiana, SUA) este un arcaș ce a reprezentat Statele Unite ale Americii, medaliat olimpic. A participat la 4 ediții ale Jocurilor Olimpice (1976, 1984, 1988, 1992) în care a câștigat două medalii de argint.